# あらいすみれ
あらい すみれ（1972年12月24日 - ）は、日本の女優、モデルである。群馬県館林市出身。

## 来歴
1972年、群馬県館林市に生まれる。
群馬県立館林女子高等学校に在学中、「ミス日本」を当時最年少の17歳で受賞。
受賞後にスカウトされて芸能界入りし、映画「ゴールドラッシュ」(90年)でデビュー。
ミス日本らしい知的で安定感があり清楚な外見から、女優活動のほかに日本の大手企業のCM、内閣府、防衛省などの諸官庁の広報CMやモデルを多数こなす。
若かりし頃の倍賞千恵子に見た目、声ともによく似ており、ダノンビオヨーグルトのCM出演の際は「あのヨーグルトのCMの女性は倍賞千恵子の娘か？」と話題になる。(血縁関係はない)
フジテレビ「お金がない！」（９４年）、フジテレビ木曜劇場「ひとりにしないで」（95年）、テレビ朝日「土曜ワイド劇場　人間の十字架」（97年）、「仮面ライダークウガ」（2000年）、TBS「水戸黄門」（2001年）など年々ドラマや映画出演を着実に重ね、2012年、NHK地方発ドラマ「カゲロウの羽」で初主演。NHK高知放送局の開局80周年記念ドラマ。石橋蓮司、角替和枝、荒川良々などが共演。
結婚、出産を経て2015年、NHK大河ドラマ「花燃ゆ」、2016年NHK連続ドラマ小説「とと姉ちゃん」に出演。
2015年には群馬県より「ぐんま特使」に任命。
また2016年6月、出身地の群馬県館林市から「館林市観光大使」に任命され、同市第1号の観光大使となる。
料理技術検定（上級）、着物和装講師、アロマセラピスト、リフレクソロジストなどの資格を所持。多彩な才能を持つ。
趣味は「モノづくり」。

## 出演

### テレビドラマ
- NHK地方発ドラマ「カゲロウの羽」（NHK） - 主演・楠木小夜子 役[3]
- NHK大河ドラマ「花燃ゆ」（NHK） - ナツ 役[1]
- NHK連続テレビ小説「とと姉ちゃん」[1]
- FINAL CUT（2018年 フジテレビ） - 百々瀬薫（代役）
- 忌野清志郎 トランジスタ・ラジオ（NHK BSプレミアム）
- 放課後はミステリーとともに 3回表/裏（TBS） - 松本弘江 役
- 鈴木先生（テレビ東京） - 鈴木先生の母親 役[3]
- なぎさ遺失物管理所（NHK）
- スチュワーデスの恋人（TBS） - レギュラー[3]
- 木曜劇場「ひとりにしないで」（フジテレビ） - レギュラー[3]
- 水曜劇場「お金がない!」（フジテレビ） - レギュラー[3]
- 月9ドラマ「For You」（フジテレビ） - レギュラー
- 新ダウンタウン探偵組（テレビ朝日） - レギュラー
- さわやか3組（NHK教育） - レギュラー
- 水戸黄門（TBS） - 小谷の方 役
- 花王愛の劇場・「永遠の1/2」（TBS）
- はぐれ刑事純情派第15シリーズ 第11話（テレビ朝日） - 飯田潤子
- はぐれ刑事純情派第16シリーズ 第15話（テレビ朝日） - 丸山奈美恵
- 今週、妻が浮気します（フジテレビ）
- 土曜ワイド劇場・「森村誠一の終着駅シリーズ・人間の十字架」（テレビ朝日）
- 土曜ワイド劇場・「船長シリーズ・豪華フェリー殺人事件」（テレビ朝日）
- 土曜ワイド劇場・「事件記者冴子の殺人スクープ・沖縄編」（テレビ朝日）
- 月曜9時ドラマ「刑事追う!」第4話（テレビ東京） - 戸村弘美 役
- 大江戸弁護人走る（テレビ朝日） - 梢 役
- ブルースワット 第9話（テレビ朝日） - 澄田瞳 役
- 世にも奇妙な物語（フジテレビ）
- NTT薫風ドラマスペシャル「天使の誕生」（日本テレビ）
- 鶴亀ワルツ（NHK-BS）
- 東京少女（BS-i）

- 仮面ライダークウガ（２０００年１月～２００１年１月、テレビ朝日） - ゴ・ジャーザ・ギ人間体 役[3][15]

### 映画
- ゴールドラッシュ（1990年）
- 探偵物語（三池崇史監督）（2007年）
- 霊縛
- 呪怨 白い老女（三宅隆太監督）（2009年公開）

### CM
- 防衛省「自衛官募集」
- 国税庁「e-tax」
- Panasonic「ナショナルリサイクラー」
- NTT docomo
- TOYOTA　F1/フジテレビコラボCM
- エーザイ 「サクロン」
- 再春館製薬所 「ドモホルンリンクル」
- ケンタッキーフライドチキン
- ダノンジャパン
- 横浜銀行
- 東武鉄道　「東武特急スペーシア（妻の想い篇）」
- 山形屋海苔
- 大塚製薬 「ファイブミニプラス」
- イオングループ （ジャスコ）
- マツモトキヨシ
- ダイエー （セービング）
- 日本住宅保証検査機構 「JIO　私のおうちは安心篇」
- 任天堂 ニンテンドーDSソフト「アタマスキャン」
- ホームズ 「住まいの情報サイト発」
- エリエール 「イエッサ」
- グリコ 「とろーりクリームONプリン」
- クロネコヤマト
- オリオンビール 「オリオンピルス」
- バンダイ「くるりんパオ！」
- ヒラカワコーポレーション　「ひんやりジェルマット（妻篇）」
- 拓人「スクールIE」
- バンダイナムコゲームス「太鼓の達人Wii　みんなでパーティ☆3代目！」
- KUMON
- 眼鏡市場
- ドミノ・ピザ
- ミサワホーム
- ニチイ学館
- サンスター
- ショウワノート
- RIZAP「chocoZAP」
- 関電不動産開発
- 湖池屋ポテトチップス　60周年記念CM

### WEB
- ネスレ日本「ネスカフェゴールドブレンド バリスタi 」（行定勲監督）
- 第一三共株式会社

- ダイキン
- 富士ゼロックス
- 武田薬品
- サントリーウエルネス「エファージュ」

### スチール
- 日本コカ・コーラ
- 神奈川トラック協会
- 富士フイルム
- セントラルスポーツ
- 東京ガス
- ディズニーリゾート

### カタログ
- SONY
- Panasonic

### 吹き替え
- NHK ザ・ホワイトハウス
- NHK 冬のソナタ
- NHK ハイスクール・ウルフ

### 舞台
- 清水の次郎長